# Perzische Golfsidderrog
De Perzische Golfsidderrog (Torpedo sinuspersici) is een vissensoort uit de familie van de sidderroggen (Torpedinidae). De wetenschappelijke naam van de soort is voor het eerst geldig gepubliceerd in 1831 door Olfers.